# 東京国際見本市会場
座標: 北緯35度39分6.1秒 東経139度46分35秒 / 北緯35.651694度 東経139.77639度
東京国際見本市会場（とうきょうこくさいみほんいちかいじょう）は、かつて東京都中央区晴海に存在したコンベンション・センターである。その所在地から「晴海」または「晴海国際貿易センター」と通称される事が多かった。株式会社東京国際貿易センターと社団法人東京国際見本市協会（共に現：株式会社東京ビッグサイトの前身）が管理・運営していた。

## 概要
1955年（昭和30年）、前年の大阪に続き東京で「第1回東京国際見本市」が開催された。晴海は仮設の第2会場（第1会場は大手町）だったがこれが好評だったため、東京都は当地に恒久展示場を建設し、1959年（昭和34年）に開場。以来、東京モーターショーなどの企業イベントのほか、コミックマーケットを始めとする同人誌即売会などの開催地として使われた。
1980年代末期、東京都による臨海副都心計画が進められ、晴海地区への交通アクセスの悪さ、各館の移動通路がなく雨天時に不便だったこと、施設には空調設備がなく夏と冬の開催に課題があったことなどを理由に後継のコンベンションセンター構想が浮上。そして1996年（平成8年）、江東区有明に完成した東京国際展示場（東京ビッグサイト）にその役目を譲り、閉場した。

## 沿革
- 1956年（昭和31年） - 社団法人東京国際見本市協会設立。
- 1958年（昭和33年） - 株式会社東京国際貿易センター設立。
- 1959年（昭和34年） - 東・西・南館の3館竣工[5]。初の東京モーターショー開催。
- 1971年（昭和46年） - 新館供用開始。
- 1972年（昭和47年） - B館・C館の保有が見本市協会になる[5]。
- 1975年（昭和50年） - A館の保有が見本市協会になる[5]。
- 1981年（昭和56年） - 初のコミックマーケットが開催。その後も断続的に1995年12月のC49まで使用。
- 1996年（平成8年） - 東京国際展示場（東京ビッグサイト）開場に伴い閉場。

## 施設

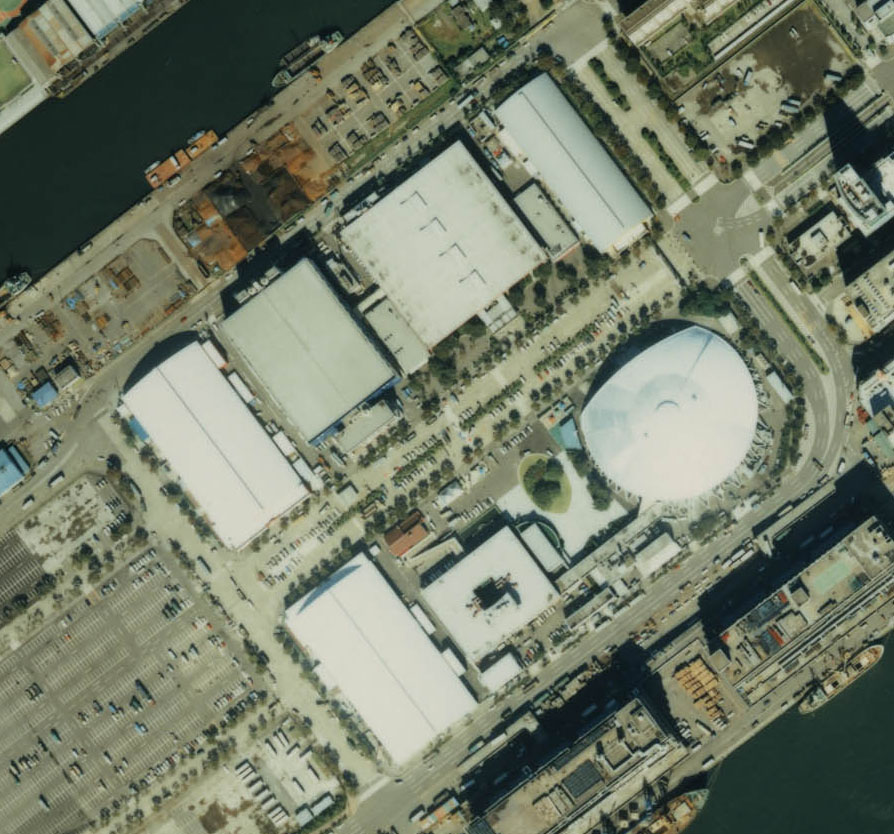
1989年（平成元年）度の東京国際見本市会場の空中写真。
左上からB館、新館、西館、A館。
左下からC館、南館、東館。

東京国際見本市会場は以下の7施設で構成され、合計の展示面積は56,121m2であった。これらは東京都などが出資していた株式会社東京国際貿易センターと社団法人東京国際見本市協会の二法人によってそれぞれ管理運営をしていた。7施設のうち、東館・西館・南館・新館は前者、A館・B館・C館は後者の管理運営だった。
両法人は東京国際見本市会場が閉場してから7年後の2003年（平成15年）に統合、株式会社東京ビッグサイトに社名変更して現在に至っている。
- 東館

1959年竣工。一般にメイン会場として使われることが多かった。銀色のドーム状屋根を持つ円形構造だったことから「ドーム館」の愛称で呼ばれた。コミケ関係者からは「ガメラ館」と通称され、CLAMPの作品中にもこの名前が登場する。一部に2階部分があり、レストラン「松本楼」、「ニユートーキヨー」が入っていた。この2店舗は当会場閉場後、東京ビッグサイトに移転して開場と同時に再オープンした。なお、「松本楼」は2023年現在も営業している。
- 西館

1959年竣工。東館とほぼ同面積だった。一般的な学校の体育館と同様の形状で、使い勝手は東館より良好だったという。トイレは地下にあった。
- 南館

1959年竣工。2階建て。
- 新館

1971年供用開始。1階の天井を高くとった2階建て。スケートリンクがあった。
- A館
- B館
- C館

## 開催された主なイベント

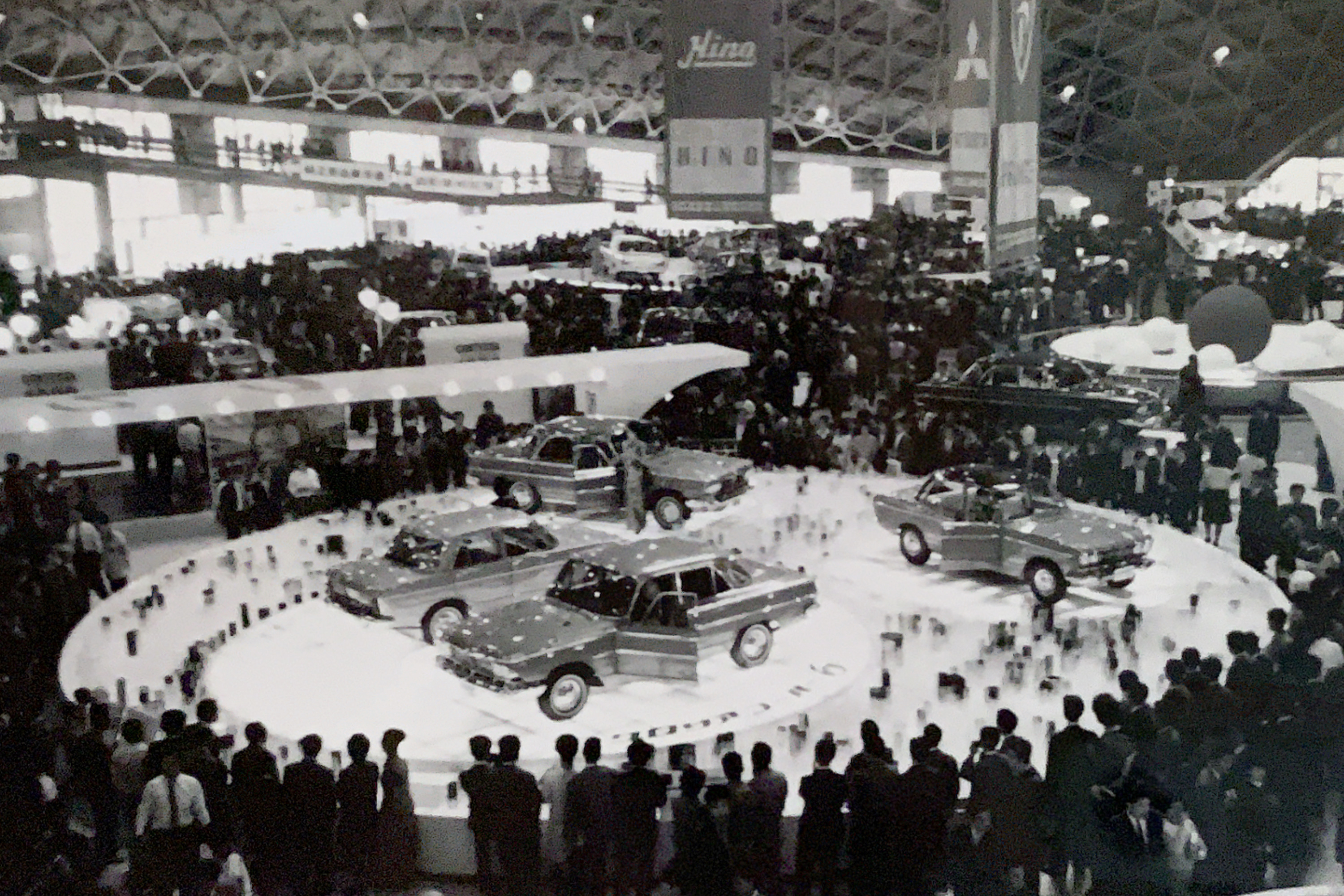
東京モーターショー （1960年代）

最盛期には年間600万人を超える来場者数を記録した。
- 全日本自動車ショー→東京モーターショー（現：JAPAN MOBILITY SHOW、1959年 - 1987年）
- 東京国際見本市（1959年 - 1995年）
- 事務の機械展→ビジネスシヨウ（1960年 - 1995年）
- 日本電子工業展→エレクトロニクスショー（現：CEATEC、1962年 - 1990年）
- データショウ（現：CEATEC、1979年 - 1996年）
- 日本国際工作機械見本市（1964年 - 1992年）
- 東京国際グッドリビングショー（1970年 - 1994年）
- オーディオフェア
- コミックマーケット（1981年 - 1986年、1988年 - 1989年、1991年 - 1995年）
- 東京モーターサイクルショー（1971年 - 1995年）
- 東京国際玩具見本市→東京おもちゃショー（1989年まで）
- 東京エキサイティングカーショー→東京オートサロン（1983年 - 1996年）
- 東京国際ボートショー（現：ジャパンインターナショナルボートショー、1964年 - 1996年)
- コインマシン・ショー→アミューズメントマシン・ショー（現：ジャパンアミューズメントエキスポ、1968年 - 1991年）
- 東京インターナショナル・ギフトショー（1996年まで）
- 日本国際包装機械展（現：JAPAN PACK、1964年 - 1995年）
- 国際食品展（現：FOODEX JAPAN、1976年 - 1989年）
- 国際ホテル・レストラン・ショー（1973年 - 1996年）
- 食品工業展→国際食品工業展（現：FOOMA JAPAN、1978年 - 1989年）
- オートサービスショー（1965年 - 1995年）
- 日本冷凍空調工業展→日本冷凍空調暖房展→HVAC＆R JAPAN（1973年 - 1996年）
- SEMICON Japan（1977年 - 1989年）
- スーパーマーケット・トレードショー（1983年 - 1996年）
- 廃棄物処理展（現：NEW環境展、1992年 - 1995年）
- 国際福祉機器展（1992年 - 1995年）
- コミックシティ（1996年まで）- 当会場で最後に開催されたイベントでもあった。
- ワンダーフェスティバル（1996年まで）
- アマチュア無線フェスティバル（1977年 - 1995年)
- ファミコンスペースワールド（1990年、1992年 - 1994年）
- コミュニケーションカーニバル 夢工場'87（1987年）

## 跡地

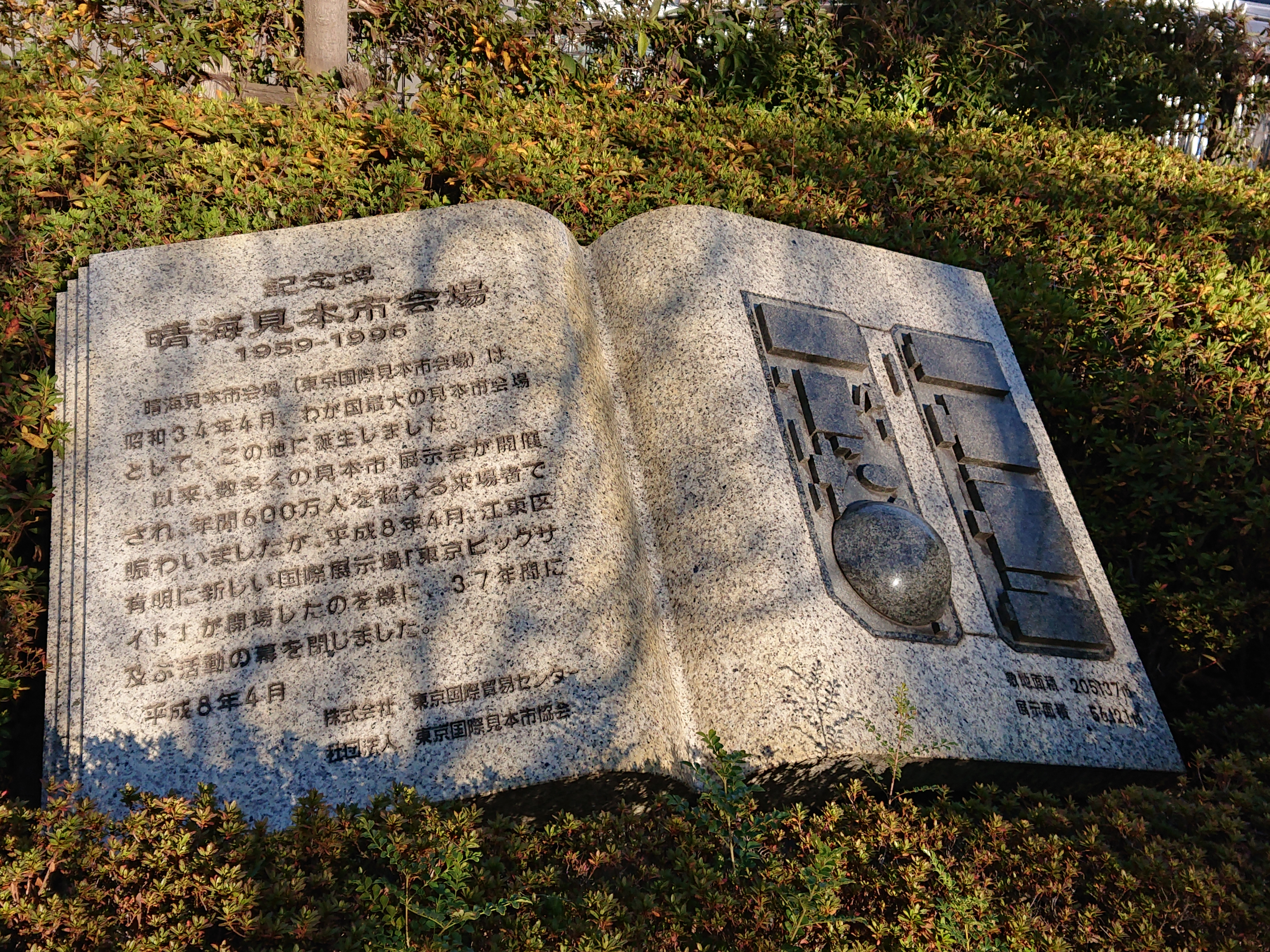
中央清掃工場敷地内にある記念碑

跡地はその後、カー用品店のオートウェーブ晴海店やアミューズメント施設の東京レジャーランド、レストラン（後に喫茶店に業態変更）の「日東紅茶ティーハウス」が開店していた。これらは2005年頃までには全て閉店し、建物も撤去されて更地になり、年に数回警視庁が主催する二輪車運転講習会が行われている。2001年には、跡地の一部に東京都中央清掃工場が建設された。入口付近には、開いた本の形をした記念碑がある。
東京都は2016年夏季オリンピックへの立候補に際し、跡地にオリンピックスタジアムの建設を予定していたが、落選により一旦白紙となった。その後、2020年夏季オリンピック・パラリンピックの東京開催が決定し、選手村が建設された。大会後はHARUMI FLAGとなり、住居として分譲および賃貸されている。